# Том Гілберт
Томас Келлі Гілберт (англ. Thomas Kelly Gilbert; нар. 10 січня 1983, м. Блумінгтон, США) — американський хокеїст, захисник. Виступає за «Монреаль Канадієнс» у Національній хокейній лізі. 
Виступав за Вісконсинський університет (NCAA), «Едмонтон Ойлерс», «Вілкс-Барре/Скрентон Пінгвінс» (АХЛ), «Міннесота Вайлд», «Флорида Пантерс».
В чемпіонатах НХЛ — 592 матчі (43+173), у турнірах Кубка Стенлі — 17 матчів (2+3). 
У складі національної збірної США учасник чемпіонату світу 2008 (7 матчів, 1+3). 